# Yves Missi

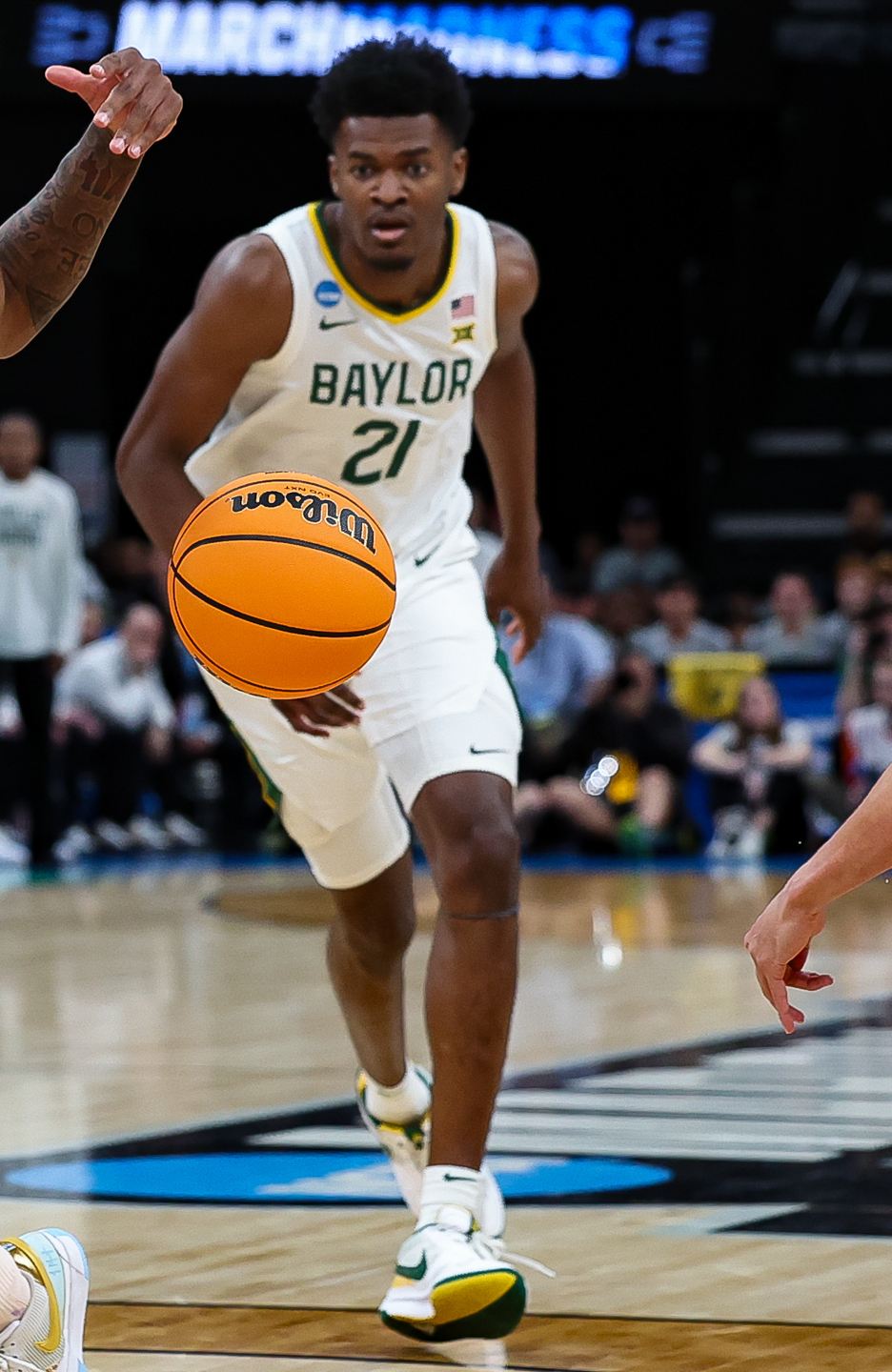
Yves Missi, 2024.

Yves Thierry Missi, född 14 maj 2004 i Bryssel i Belgien, är en kamerunsk professionell basketspelare (C) som spelar för New Orleans Pelicans i National Basketball Association (NBA).
Han draftades av New Orleans Pelicans i första rundan i 2024 års draft som 21:a spelare totalt.
Innan Missi blev proffs studerade han vid Baylor University och spelade för deras idrottsförening Baylor Bears.